# Ba Trại
Ba Trại là một xã thuộc huyện Ba Vì, thành phố Hà Nội, Việt Nam.
Xã Ba Trại có diện tích 20,25 km², dân số năm 1999 là 10210 người, mật độ dân số đạt 504 người/km².